# Vlagyimir Nyikolajevics Megre
Vlagyimir Nyikolajevics Megre (oroszul: Владимир Николаевич Мегре), született Vlagyimir Nyiklajevics Puzakov (Владимир Николаевич Пузаков; Kuznicsi, 1950. július 23.) orosz vállalkozó, író

## Élete
Ukrajna északi részén, a Csernyihivi terület Horodnyai járásában fekvő Kuznicsi faluban született. A Megre nevet a feleségétől vette fel. 1974-től él Novoszibirszkben, ahol kezdetben fényképészként dolgozott. Az 1990-es évek elejétől turistáknak szervezett fizetős expedíciókat az Ob folyón. Megre 1994-ben egy szibériai expedíciója során különös remetenővel találkozott, Anasztáziával, akiről és akinek segítségével később több könyvet jelentetett meg, belépve ezzel az orosz írói közösségbe. A könyvek tartalma és az írói gyakorlatlanságának ellentmondó hihetetlen népszerűsége miatt sokan támadták és támadják ma is, ami azonban nem tántorította el attól, hogy létrehozza a „Tiszta szándékú vállalkozók egyesületét” valamint azt, hogy Oroszországban törvénybe iktassák az ingyenes, 1 hektárnyi területen gazdálkodni szándékozók szabad földhasználati jogát. 

## Művei

### Könyv
- Анастасия; Anasztázia (Bp., 2005)
- Звенящие кедры России; A Zengő Cédrusok (Bp., 2006?)
- Пространство любви; A Szeretet tere (Bp., 2007?)
- Сотворение; A Teremtés (Bp., 2008)
- Кто же мы?; Kik is vagyunk?
- Родовая книга; A Család könyve
- Энергия жизни; Az élet energiája
- Новая цивилизация; Új civilizáció I-II.
- Anasta:           Anaszta  Részlet::.. Számtalan tanítás létezett az elmúlt évmilliókban. Mind egyről szólt, az emberiség valakitől, valamit elvárt. Így az elme is váratott magára, elzárta maga elől az értelmet. Az ember nem gondolkodott, hogy a Világegyetem miért is gyújt csillagokat fölötte.”

### Folyóirat
- The Earth (angol)

## Magyarul
- Anasztázia; ford. Bartkó Edith; Silvana, Kassa, 2005 (Oroszország zengő cédrusai)
- A zengő cédrusok; ford. Bartkó Edith; Silvana, Kassa, 2006 (Oroszország zengő cédrusai)
- Kik is vagyunk?; ford. Bartkó Edith, versford. Füzesi Magda; Silvana, Kassa, 2009 (Oroszország zengő cédrusai)
- Az új civilizáció; ford. Bartkó Edith; Silvana, Kassa, 2011 (Oroszország zengő cédrusai)
- A család könyve; ford. Bartkó Edith; Silvana, Kassa, 2011 (Oroszország zengő cédrusai)
- A teremtés; ford. Bartkó Edith; Silvana, Kassa, 2011 (Oroszország zengő cédrusai)
- Anaszta; ford. Bogdán Natália; Petrovszkyné Dömötör Boglárka, Solymár, 2013 (Oroszország zengő cédrusai)
- Az élet energiája; ford. Bartkó Edit, versford. Füzesi Magda; Petrovszkyné Dömötör Boglárka, Solymár, 2013 (Oroszország zengő cédrusai)
- Az új civilizáció. 2. rész: A szeretet szertartásai; ford. Bartkó Edith; Petrovszkyné Dömötör Boglárka, Solymár, 2013 (Oroszország zengő cédrusai)
- A szeretet tere; ford. Bartkó Edith; Petrovszkyné Dömötör Boglárka, Solymár, 2016 (Oroszország zengő cédrusai)
- Anasztázia. A család energiája (a sorozat első kötetének kibővített kiadása), 2021

## Külső hivatkozások
- Vlagyimir Megre[halott link]
- Vlagyimir Megre honlapja (orosz és angol)
- Vlagyimir Megre .Facebook...https://www.facebook.com/vmegre
- Vlagyimir Megre V.k. : https://vk.com/vmegre
- Vlagyimir Megre Napi hírek.. : https://docs.google.com/forms/d/1WOfLNu-LCAkzX48c5LsgBjqEax55vOVyxg4zU5s4RpA/viewform?edit_requested=true